# Lago Ivo
Ivo (em sueco: Ivösjön;  PRONÚNCIA) é o maior e mais profundo lago 
da província histórica da Escânia, no sul da Suécia.  Tem uma área de 54 km2.